# Porto di Barcellona
Il porto di Barcellona (in catalano Port de Barcelona, IPA: [ˈpɔɾ ðə bərsəˈlonə]; in spagnolo Puerto de Barcelona) ha una storia di 2000 anni e una grande importanza commerciale contemporanea come uno dei principali porti europei nel Mediterraneo, oltre ad essere il più grande porto della Catalogna, insieme a quello di Tarragona. È anche il terzo porto container della Spagna e il nono d'Europa, con un volume di scambi di 3,42 milioni di teu nel 2018. Il porto è gestito dall'Autorità portuale di Barcellona. La sua superficie di 7,86 km² è divisa in tre zone: Port Vell (il Porto vecchio), il porto commerciale/industriale e il porto logistico (Porto franco di Barcellona).
Questo non è l'unico porto di Barcellona, in quanto ci sono anche due porti turistici/marini aggiuntivi: Port Olímpic e Port Fòrum Sant Adrià a nord.

## Panoramica
L'area di Port Vell comprende due marine o porti turistici, un porto peschereccio, una stazione marittima per i traghetti che viaggiano verso le Isole Baleari e altre destinazioni nel Mediterraneo e altre stazioni o aree di approdo delle navi da crociera, e confina con il porto industriale.
Nella zona centrale ospita anche il centro commerciale Maremagnum e l'Aquarium e a breve vi sarà la seconda sede del Liceu, che verrà costruita al posto del cinema IMAX. Poiché si trova in una zona turistica, il Maremagnum è l'unico centro commerciale della città che può essere aperto la domenica e nei giorni festivi. Accanto all'area del Maremagnum si trovano le golondrinas, piccole navi che portano i turisti a visitare l'area portuale.
Il porto industriale di Barcellona si trova a sud e comprende la Zona Franca, un parco industriale esente da tariffe che si è sviluppato all'interno del porto di Barcellona, attraverso la pianura del delta del Llobregat tra la città di Barcellona e quella di El Prat de Llobregat e l'aeroporto internazionale di Barcellona a sud.
Un buon posto per vedere sia il porto industriale che quello turistico è dal Montjuïc e, più specificamente, dal Castell de Montjuïc, così come dalla funivia che collega Barceloneta con la stazione dei traghetti e il Montjuïc.

## Informazioni

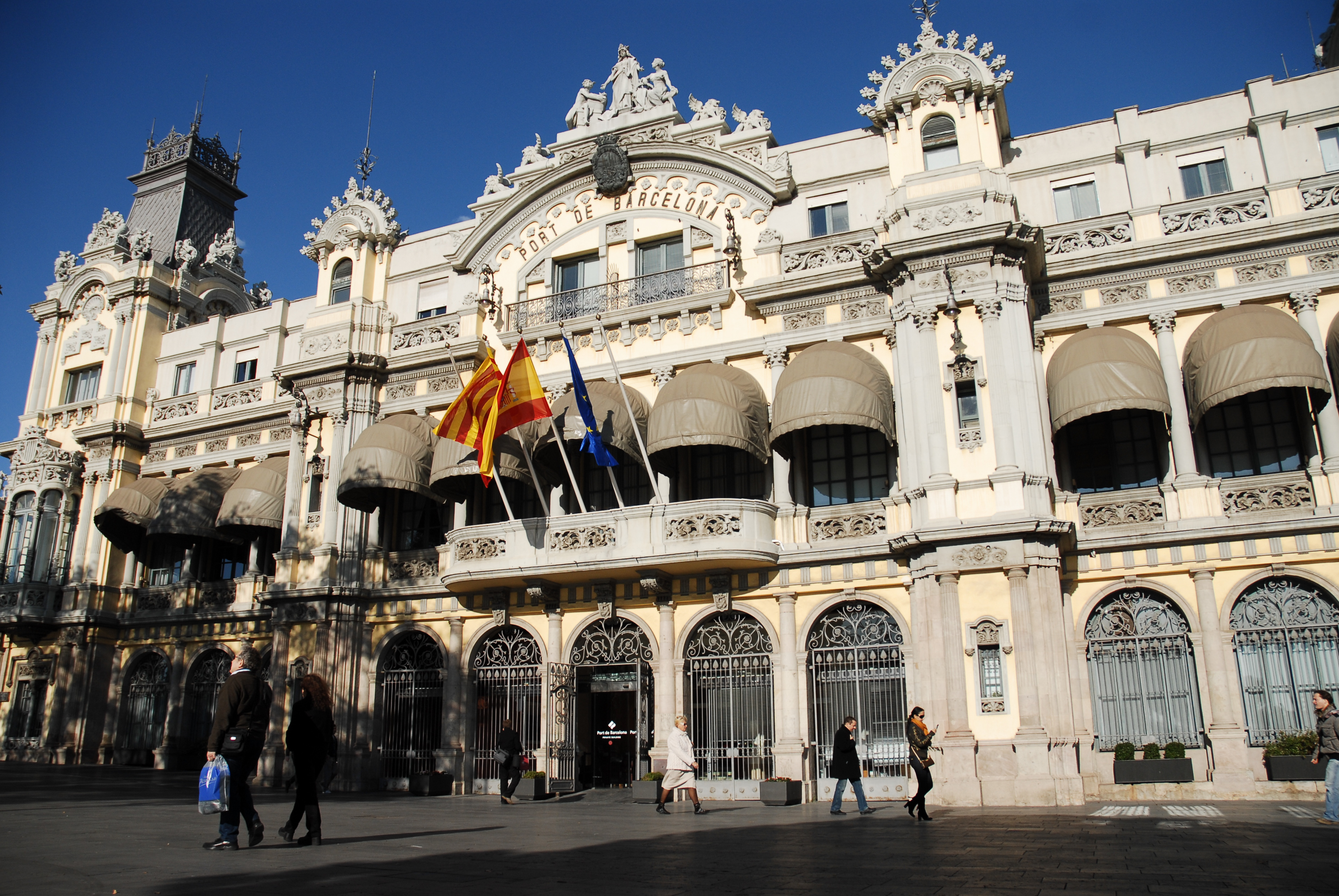
Vista frontale della Dogana del porto di Barcellona.

In comune con gran parte dell'Europa occidentale, le industrie tradizionali più antiche in Spagna, come quelle tessili, sono diminuite di fronte alla concorrenza straniera. Le aziende sopravvissute hanno chiuso le fabbriche in città o lungo i fiumi, lasciando deserti industriali o colonie operaie abbandonate. In molti casi in Spagna, queste industrie si sono trasferite nella Zona Franca (in catalano Polígon Industrial de la Zona Franca).
La zona di libero scambio si trova all'interno della zona portuale, non lontano dal centro di Barcellona, ed è di facile accesso. Si trova a 5 km dall'aeroporto internazionale di Barcellona ed è collegato tramite autostrada e ferrovia.

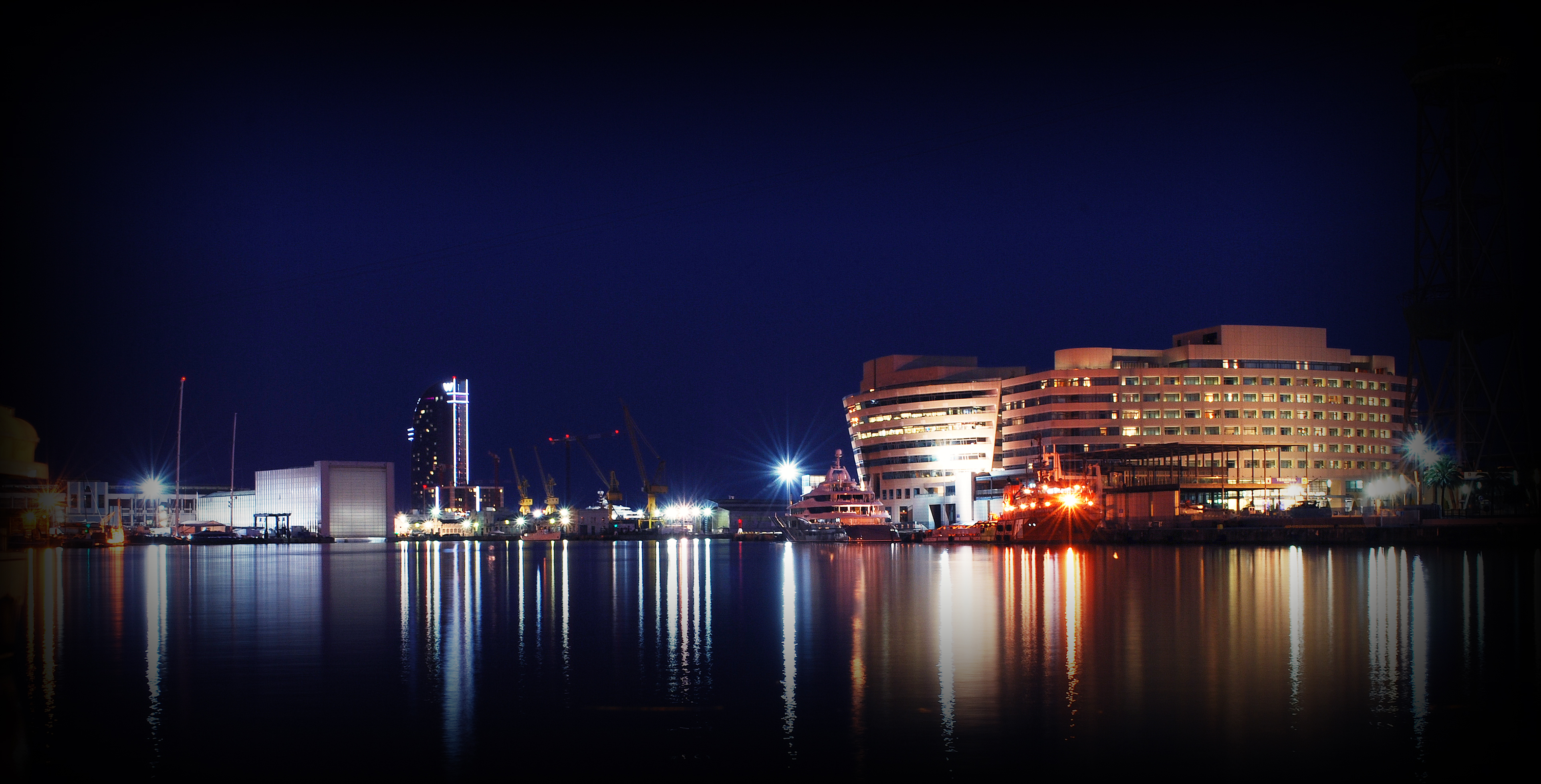
Porto di Barcellona di notte

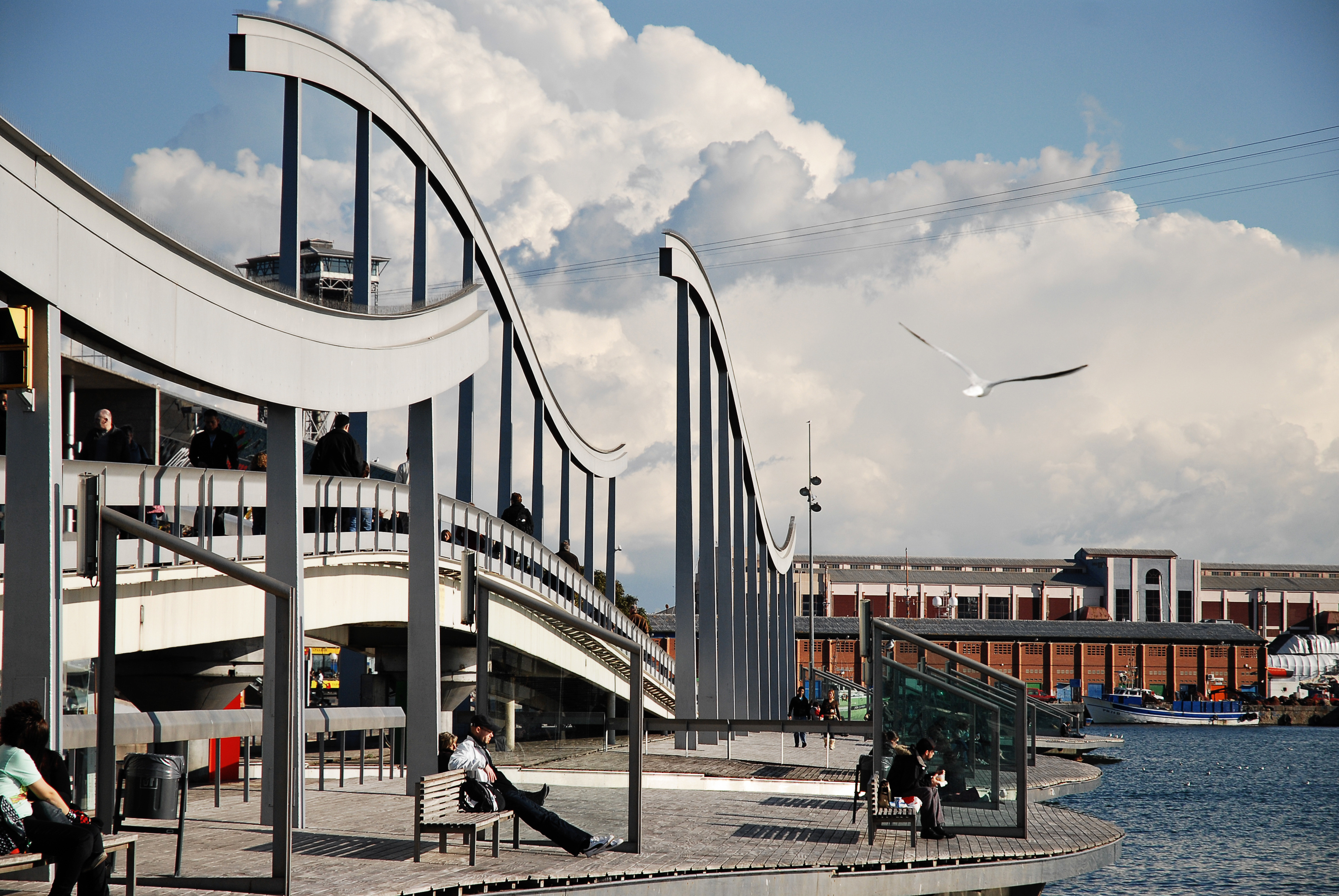
Vista della Rambla de Mar nel Port Vell di Barcellona.

Gli investitori affittano uffici o depositi doganali e possono anche scegliere di acquistare terreni per erigere i propri edifici.
La zona franca offre una serie di servizi. È suddivisa in un'area servizi completa, un'area camion/autocarri, un'area reception e un'area impianti sportivi. Ha un servizio di dazi doganali, un servizio di deposito doganale, un sistema avanzato di telecomunicazioni e computer, un sistema di sicurezza, un sistema di trasporto multiplo combinato e così via.
Il 17 gennaio 1977, un mezzo da sbarco utilizzato come nave liberty dalla USS Trenton (LPD-14) e USS Guami (LPH-9), è stato investito da un mercantile. La barca Mike8 si è capovolta e si è fermata contro il molo di sbarco della flotta. I membri dell'equipaggio di entrambe le navi si misero a disposizione per assistere alle operazioni di salvataggio. C'erano più di cento marinai e marine a bordo del mezzo da sbarco e 49 di loro rimasero uccisi. Un memoriale è eretto presso il molo di sbarco in loro memoria.
Fra le mete principali del settore crocieristico, al 2024 è la base nel Mediterraneo per i rifornimenti di Gas naturale liquefatto.

## Storia
Nel 1978, il Ministero dello sviluppo dichiarò porti autonomi quelli di Bilbao, Huelva, Valencia e Barcellona. Quest'ultimo divenne poi noto come il Porto Autonomo di Barcellona (in catalano Port Autònom de Barcelona, in spagnolo Puerto Autónomo de Barcelona) e pur rimanendo un ente governativo, è stato in grado di funzionare come un'impresa commerciale soggetta al diritto privato.
L'apertura al pubblico del molo Bosch i Alsina a Port Vell (noto anche come "Moll de la Fusta") nel 1981 ha segnato l'inizio della trasformazione della parte settentrionale del porto. Questo ha guadagnato molto slancio con la decisione, nel 1986, che Barcellona avrebbe ospitato le Olimpiadi estive del 1992. Negli anni successivi, l'area fatiscente di magazzini vuoti, scali ferroviari e fabbriche è stata convertita in un'attraente area portuale in un enorme progetto di rinnovamento urbano. Anche la vicina Barceloneta e le sue spiagge sono state trasformate per aprire la città al mare. Durante le Olimpiadi il porto ha ospitato fino a 11 navi da crociera che fungevano da hotel galleggianti.
Nel novembre 1992, dal Governo spagnolo, è stato creato l'ente centrale Porti dello Stato (in spagnolo Puertos del Estado) che ha posto fine al porto autonomo di Barcellona. Da allora il porto è gestito dall'Autorità portuale di Barcellona (in spagnolo Autoridad Portuaria de Barcelona, in catalano Autoritat Portuària de Barcelona, APB).
La zona di attività logistica (in catalano Zona d'Activitats Logístiques, in spagnolo Zona de Actividades Logísticas, ZAL) è un centro di trasporto multimodale che è stato istituito nel 1993 con una superficie iniziale di 68 ettari nella prima fase. La seconda fase ha poi visto un'estensione di 143 ettari ne El Prat de Llobregat.
Nel luglio 1999 è stato aperto il World Trade Center Barcelona.
Tra il 2001 e il 2008 il porto ha subito un ampliamento che ne ha raddoppiato le dimensioni deviando la foce del fiume Llobregat di 2 km a sud e spingendo leggermente indietro la riserva naturale del delta del Llobregat.

## Traghetti passeggeri

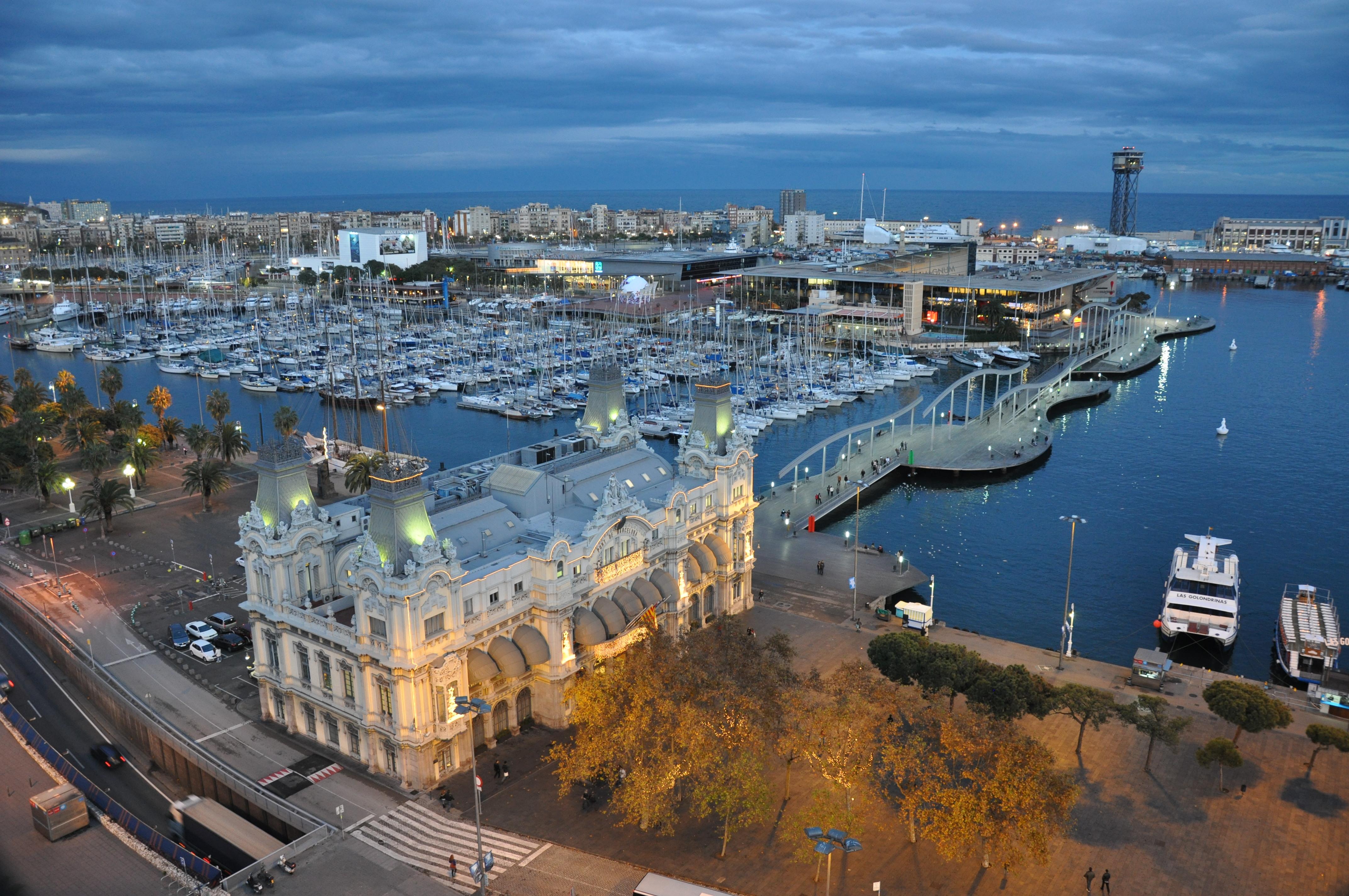
Port Vell visto dal Monumento a Colombo

I tre terminal passeggeri Terminal Drassanes, Terminal Ferry Barcelona e Grimaldi Terminal Barcelona si trovano a Port Vell. Mentre Baleària e Trasmediterránea operano collegamenti con le Isole Baleari, le compagnie Grimaldi Lines e Grandi Navi Veloci servono destinazioni in Italia e Marocco.
| Destinazione        | Terminale                     | Tempo di viaggio | Operatore dei traghetti |
| ------------------- | ----------------------------- | ---------------- | ----------------------- |
| Alcudia, Maiorca    | Terminal Drassanes            | 6h               | Baleària                |
| Palma, Maiorca      | Terminal Port-Nou             | 8h               | Baleària                |
| Palma, Maiorca      | Terminal Traghetti Barcellona | 8h               | Trasmediterránea        |
| Ibiza               | Terminal Port-Nou             | 9h               | Baleària                |
| Ibiza               | Terminal Traghetti Barcellona | 9h               | Trasmediterránea        |
| Mahón, Minorca      | Terminal Traghetti Barcellona | 9h               | Trasmediterránea        |
| Ciutadella, Minorca | Terminal Drassanes            | 9h               | Baleària                |
| Porto Torres        | Grimaldi Terminal Barcellona  | 12h 15m          | Linee Grimaldi          |
| Savona              | Grimaldi Terminal Barcellona  | 17h              | Linee Grimaldi          |
| Civitavecchia       | Grimaldi Terminal Barcellona  | 20h              | Linee Grimaldi          |
| Genova              | Terminal Traghetti Barcellona | 20h 30m          | Grandi Navi Veloci      |
| Tangeri             | Grimaldi Terminal Barcellona  | 28 ore           | Linee Grimaldi          |
| Nador               | Terminal Traghetti Barcellona | 28 ore 45 minuti | Grandi Navi Veloci      |
| Tangeri             | Terminal Traghetti Barcellona | 31 ore           | Grandi Navi Veloci      |

## Incidenti
Il 31 ottobre 2018, alle 8:00 ora locale, il traghetto di linea Grandi Navi Veloci (GNV) Excellent si è schiantato nel porto di Barcellona dopo che una raffica di vento lo ha spinto contro il molo di carico, schiantandosi contro una gru a cavalletto, che si è ribaltata su contenitori contenenti sostanze chimiche infiammabili, che hanno preso fuoco, provocando fumo tossico incendiando il molo. L'Excellent aveva cercato di attraccare, ma gli era stato impedito di farlo a causa del maltempo.